# Erich Gräßer
Erich Ludwig Gräßer (né le 23 octobre 1927 à Schwalbach et mort le 2 juin 2017 à Witten) est un professeur d'université, théologien et bibliste protestant, et homme politique du Parti de protection des animaux (Die Tierschutzpartei),. Il est reconnu comme un Neutestamentler (spécialiste du Nouveau Testament).

## Biographie
Gräßer a vécu à Witten et à Bonn. Il était marié à Ingeborg Gräßer, enseignante au lycée (1930-2010), et père de trois enfants. Il a étudié la théologie à Wuppertal, Tübingen et Marburg. Par la suite, il travailla de 1956 à 1961 à Rheinbach et à Oberhausen en tant que pasteur.

### Exégèse du Nouveau Testament
En 1955, Gräßer obtient son doctorat sous la direction de Werner Georg Kümmel (de) avec une thèse sur Le problème du retard de la parousie dans les évangiles synoptiques et les Actes des apôtres (Das Problem der Parusieverzögerung in den synoptischen Evangelien und in der Apostelgeschichte), puis en 1964, il reçoit son habilitation universitaire avec une thèse sur la La foi dans l'Épître aux Hébreux (Der Glaube im Hebräerbrief).
En 1964, Gräßer fut chargé de cours à l'université de Marburg, puis de 1965 à 1979, il fut professeur de Nouveau Testament à Bochum, et enfin, de 1979 jusqu'à sa retraite en 1993 à l'Université de Bonn, où il fut uni par une amitié spéciale et un groupe de travail avec Helmut Merklein (de), spécialiste catholique du Nouveau Testament.
Son assistante de longue date Marlis Gielen (de) lui a dédié son troisième et dernier volume intitulé Commentaire œcuménique du livre de poche de I Corinthiens (Ökumenischen Taschenbuchkommentars zum 1. Korintherbrief).
Gräßer était président de la Société scientifique Albert Schweitzer, qui a été dissoute en novembre 2005. Ses principaux domaines de recherche étaient l'Épître aux Hébreux, la théologie lucanienne (en particulier les Actes des Apôtres), la deuxième épître aux Corinthiens et Albert Schweitzer.
En 2004, il a été nommé docteur honoris causa de l'université Ernst Moritz Arndt de Greifswald.

### Engagement pour la protection des animaux
En 1993, son épouse a été membre fondateur du Parti de protection des animaux (Die Tierschutzpartei), puis jusqu'en mai 2005, présidente du Parti de protection des animaux en Rhénanie-du-Nord-Westphalie, et membre de la direction du parti pendant un certain temps.
Erich Gräßer a également rejoint le parti. Son épouse a aussi été cofondatrice et présidente du conseil d'administration de la Fondation Hans-Rönn - les Humains pour les Animaux (Hans-Rönn-Stiftung - Menschen für Tiere) à Düsseldorf, jusqu'à ce qu'elle décède en septembre 2010, et a co-initié - pour autant qu'on sache - la première Kirchentag (Assemblée de l'Église protestante) humaine et animale en 2010 à Dortmund et initié et promu l’Action Église et Animaux (Aktion Kirche und Tiere - AKUT).
Il s'est présenté plusieurs fois aux élections, notamment aux élections fédérales de 2002, où il était le principal candidat de la liste du Land Rhénanie du Nord-Westphalie.
Lors des élections régionales de Rhénanie du Nord-Westphalie du 14 mai 2000, il s'est présenté dans la circonscription de Ennepe-Ruhr-Kreis III. Au total, 626 voix, soit 1,4 %, ont été exprimées en sa faveur.
Il a été de nouveau candidat le 22 mai 2005 aux élections régionales de Rhénanie du Nord-Westphalie mais cette fois-ci dans la circonscription Ennepe-Ruhr-Kreis II où il a obtenu 830 voix, soit 1,4 %.
Gräßer a été membre du conseil scientifique de la Fondation Albert Schweitzer pour nos Contemporains (de)(Albert Schweitzer Stiftung für unsere Mitwelt) ainsi que membre du conseil d'administration de la Fondation Hans-Rönn.
Il considérait la protection des animaux comme un "devoir chrétien". Il considérait Albert Schweitzer comme son modèle.
Le 29 juillet 2007, son épouse et lui ont reçu le Prix Franciscain (Franziskus-Preis) pour l’Action Église et Animaux (Aktion Kirche und Tiere - AKUT) de l'église protestante de Witten-Bommern. La raison en était leur mérite de donner aux animaux une place au sein de la théologie,,.